# Macrolichenen
De naam macrolichenen ("grote korstmossen") wordt gebruikt voor de bladvormige en de struikvormige korstmossen samen. Er worden twee hoofdtypen van bladvormige korstmossen onderscheiden: de laciniate (gelobde) en de umbilicate (slechts op een punt vastgehechte) bladvormige korstmossen.

## Struikvormige korstmossen
De struikvormige korstmossen zijn vertakt en slechts op een punt bevestigd aan het substraat. De groeivorm van het thallus wordt gekenmerkt door vertakkende, bandvormige of ronde lappen.

Struikvormige korstmossen
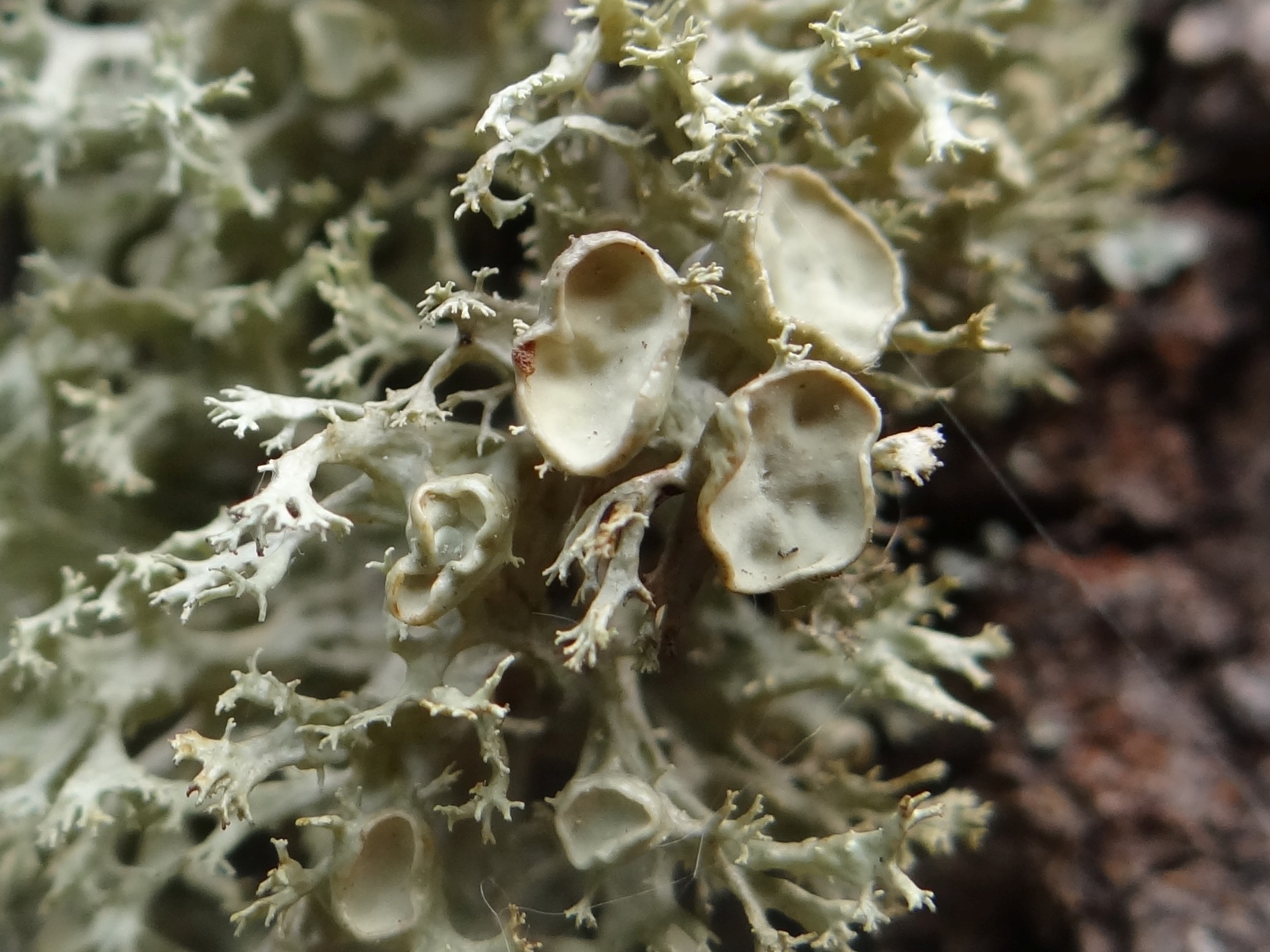
Trompettakmos (Ramalina fastigiata)
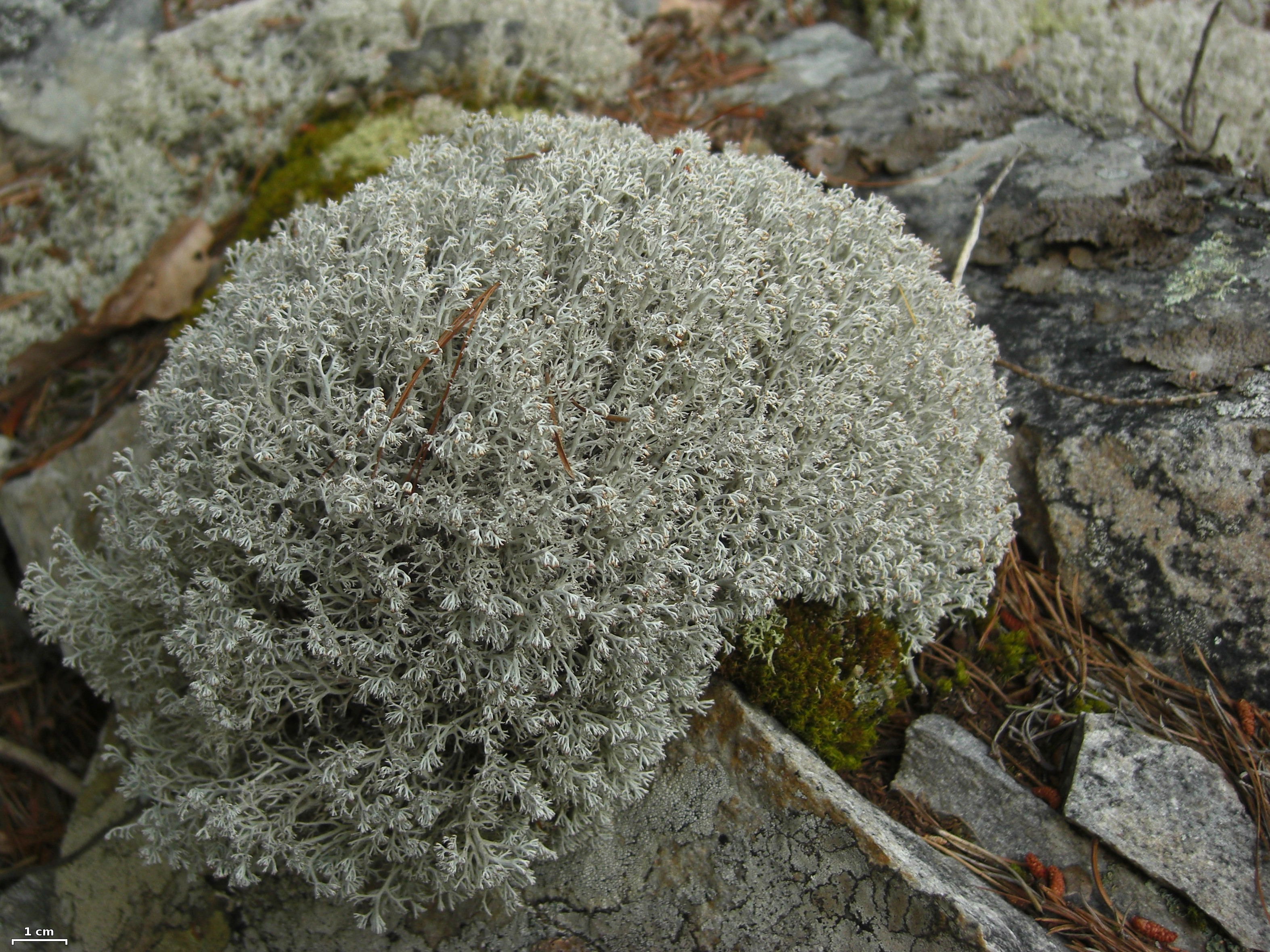
Echt rendiermos (Cladonia rangiferina)

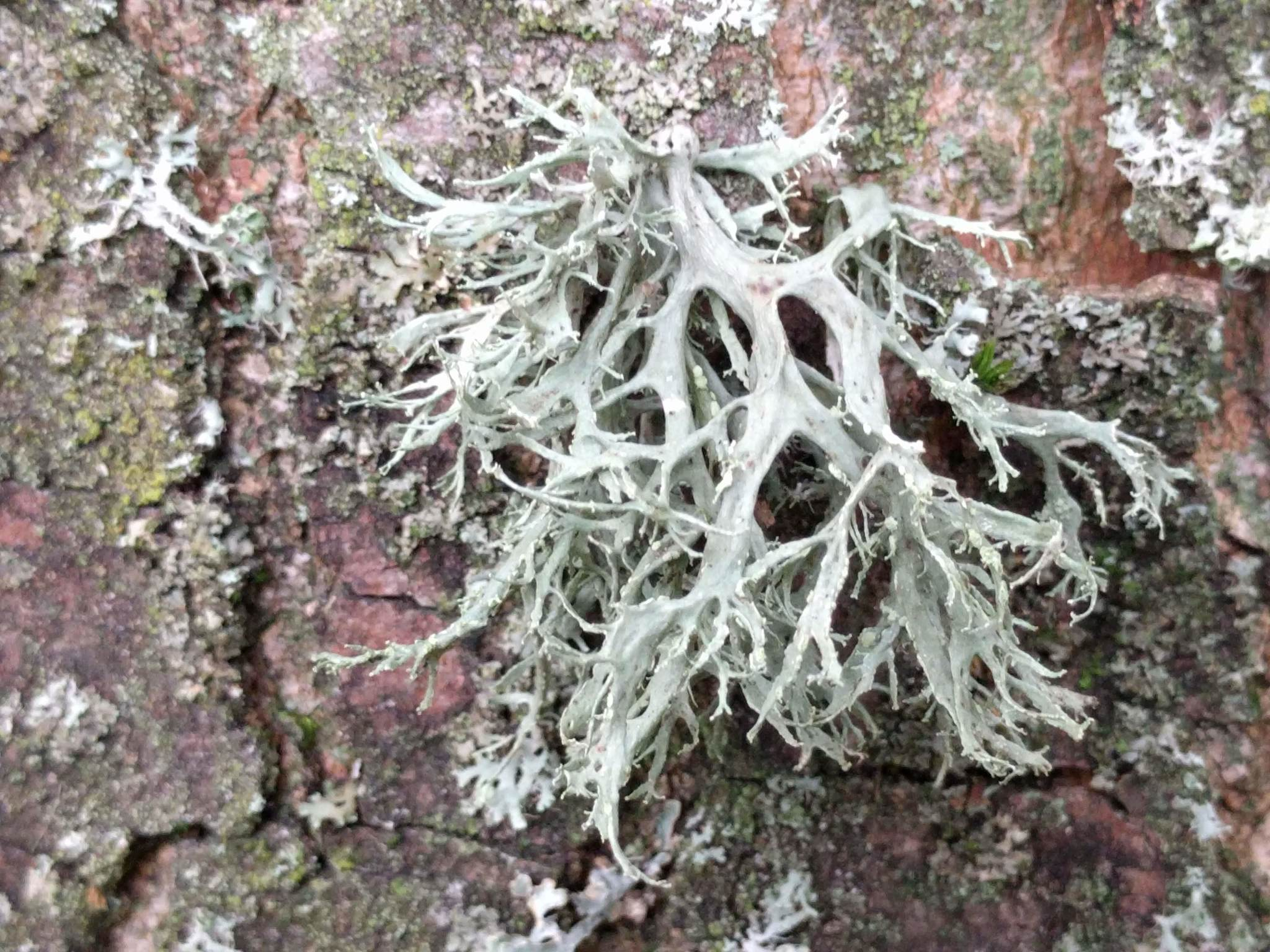
Melig takmos (Ramalina farinacea)
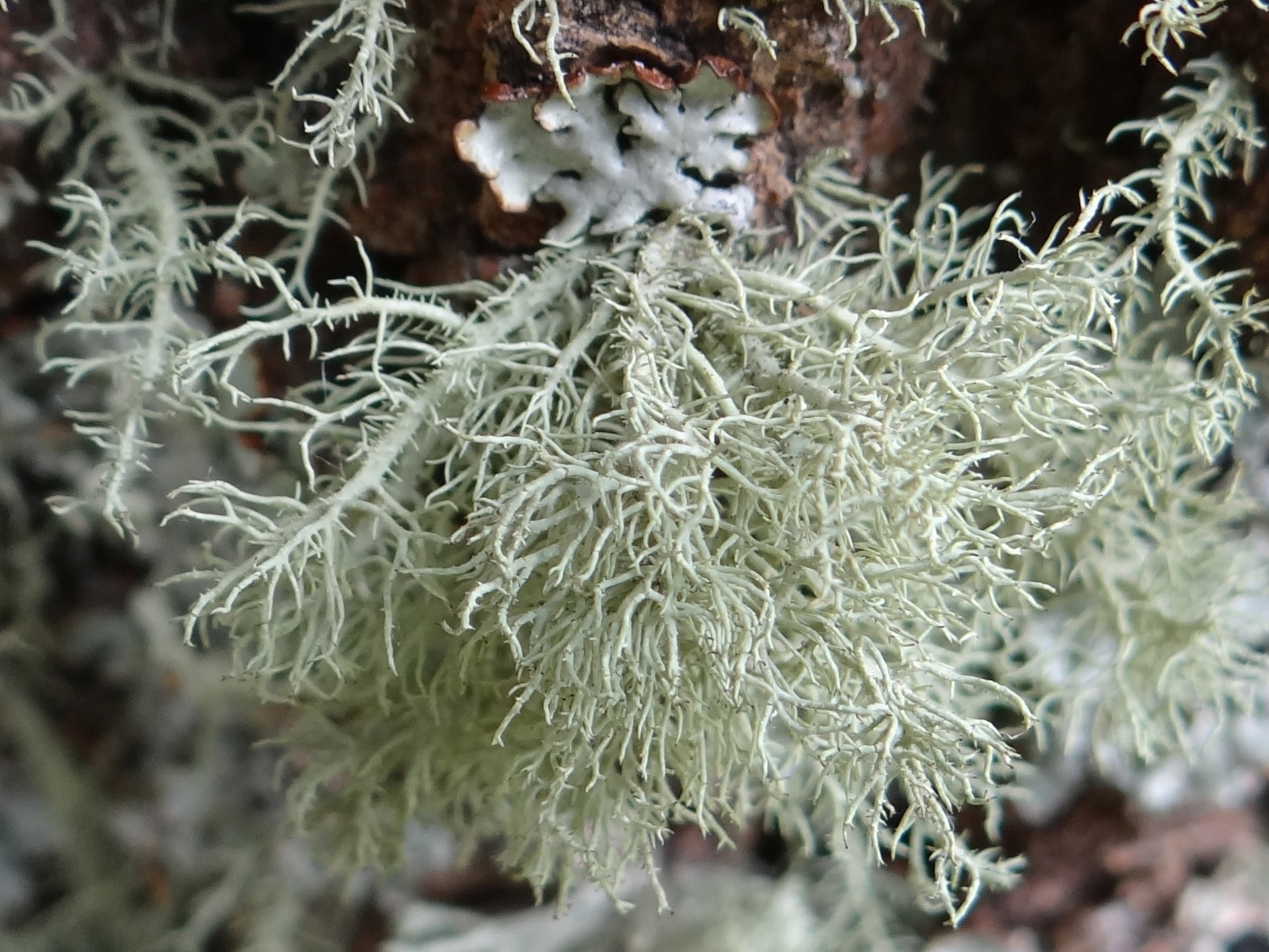
Bleek baardmos (Usnea hirta)

## Laciniate korstmossen
De bladvormige korstmossen hebben thallus-lobben, die een duidelijk verschillende onder- en bovenzijde hebben. Deze lobben liggen ten minste gedeeltelijk vrij van het substraat en zijn er niet mee vergroeid, maar kunnen wel met rhizinen aan het substraat bevestigd zijn (bij voorbeeld: gewoon schildmos, Parmelia sulcata).

Bladvormige (laciniate) korstmossen
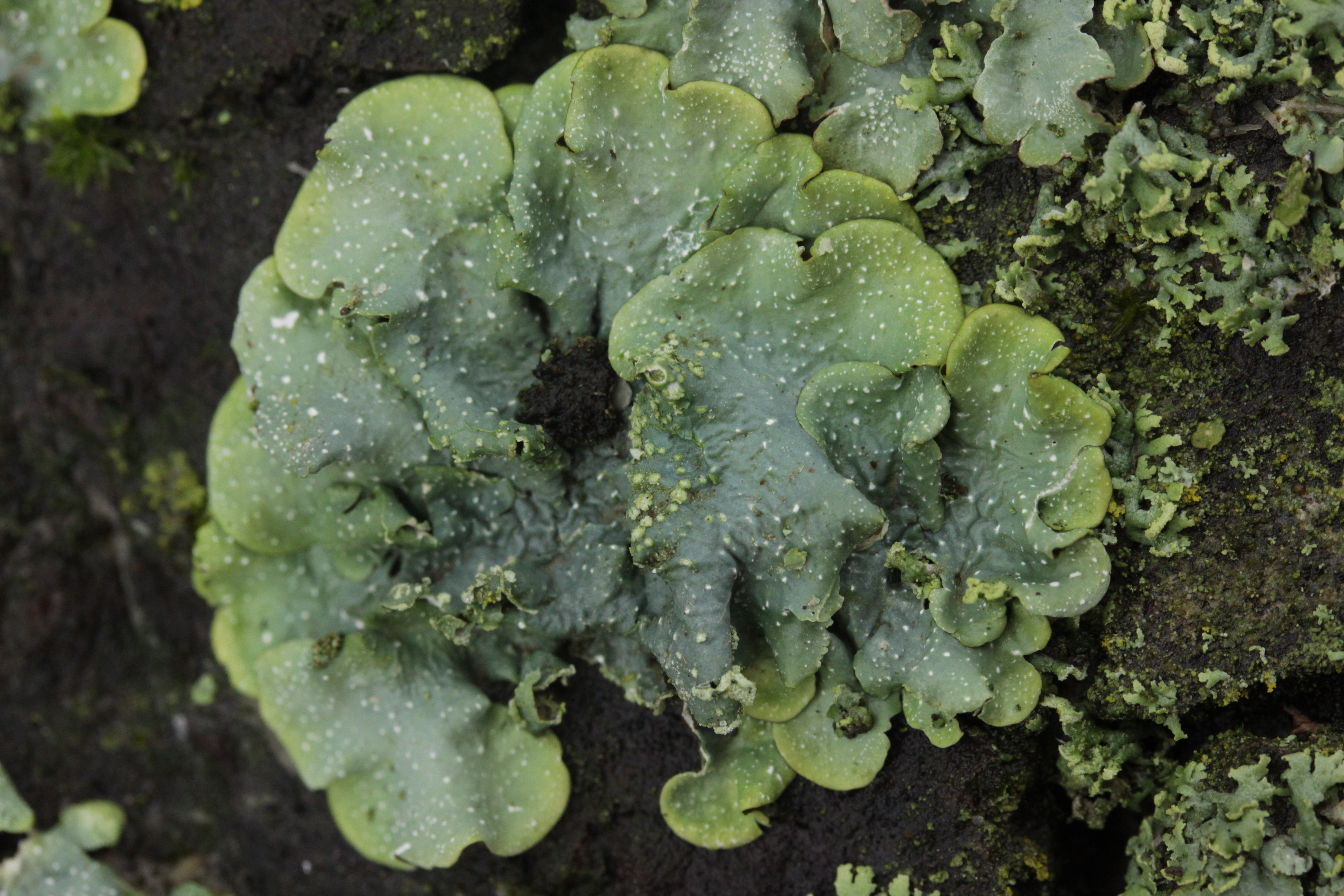
Witstippelschildmos (Punctelia borreri) met pseudocyphellen
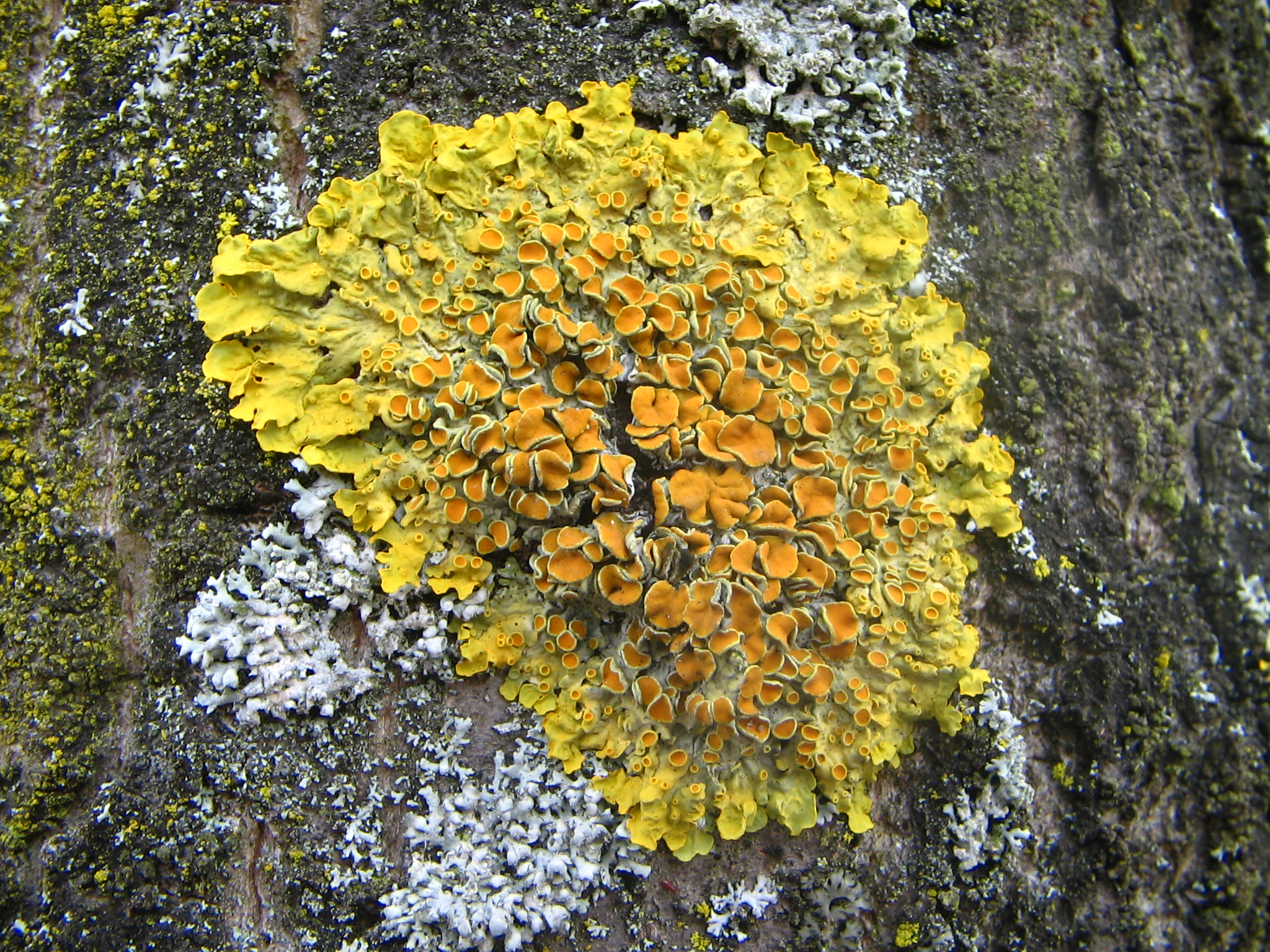
Groot dooiermos (Xanthoria parietina), een korstmos met veel apotheciën
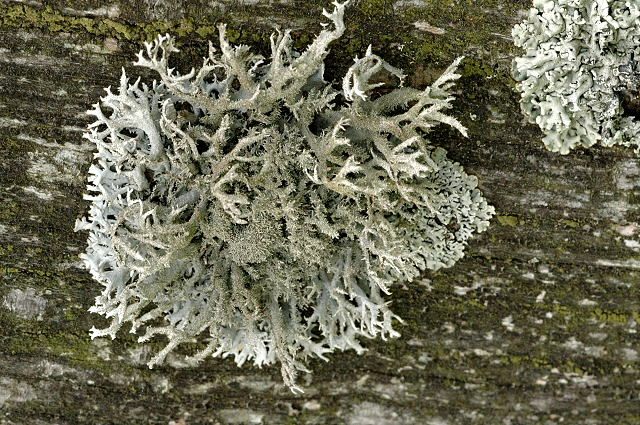
Purper geweimos (Pseudevernia furfuracea), een korstmos met isidiën

## Umbilicate korstmossen
Tot de bladvormige korstmossen worden ook de umbilicate korstmossen gerekend. Het zijn in het midden aan de onderzijde aan het substraat is vastgehechte bladvormige korstmossen met een schildvormig thallus. De soorten van het geslacht Umbilicaria hebben een umbilicaat thallus.

Bladvormige (umbilicate) korstmossen
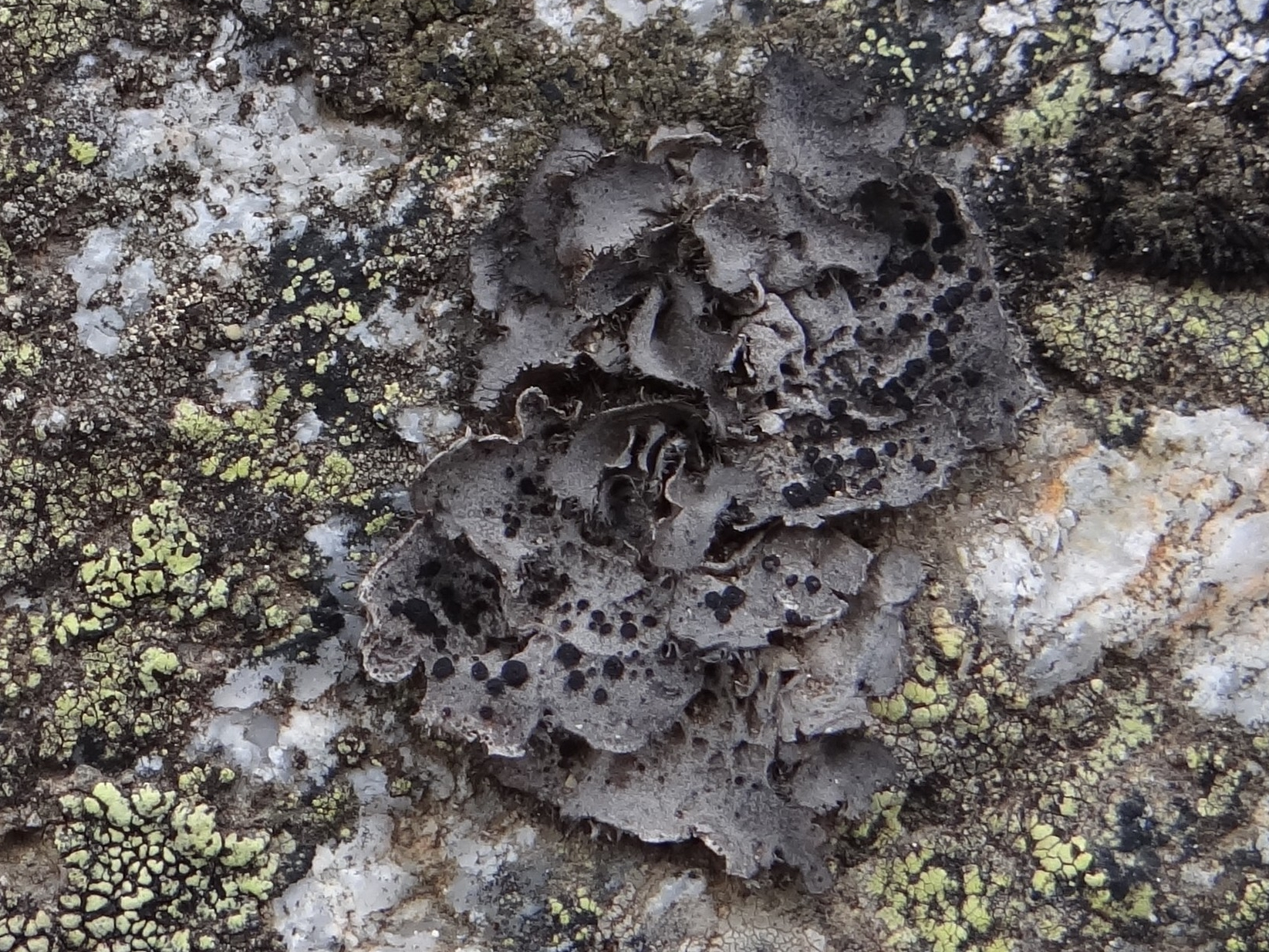
Umbilicaria cylindrica met apothecia
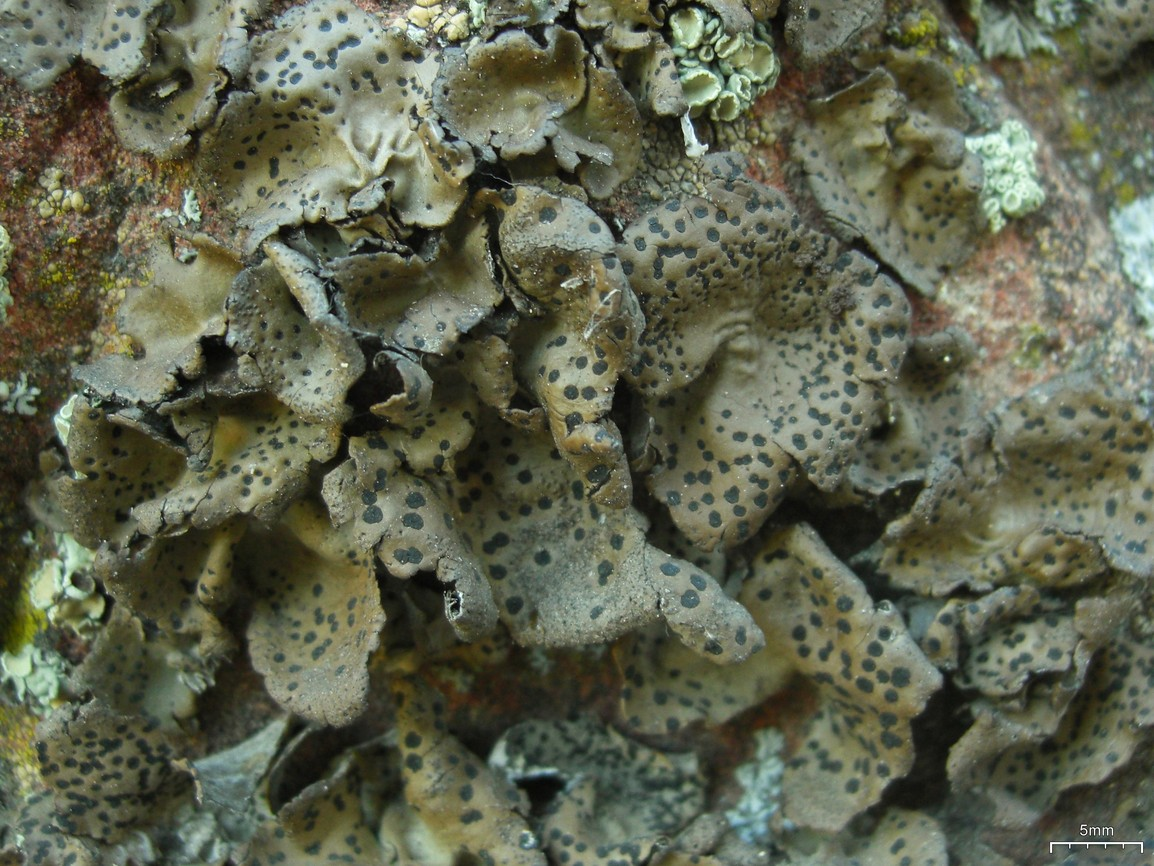
Umbilicaria angulata met apothecia
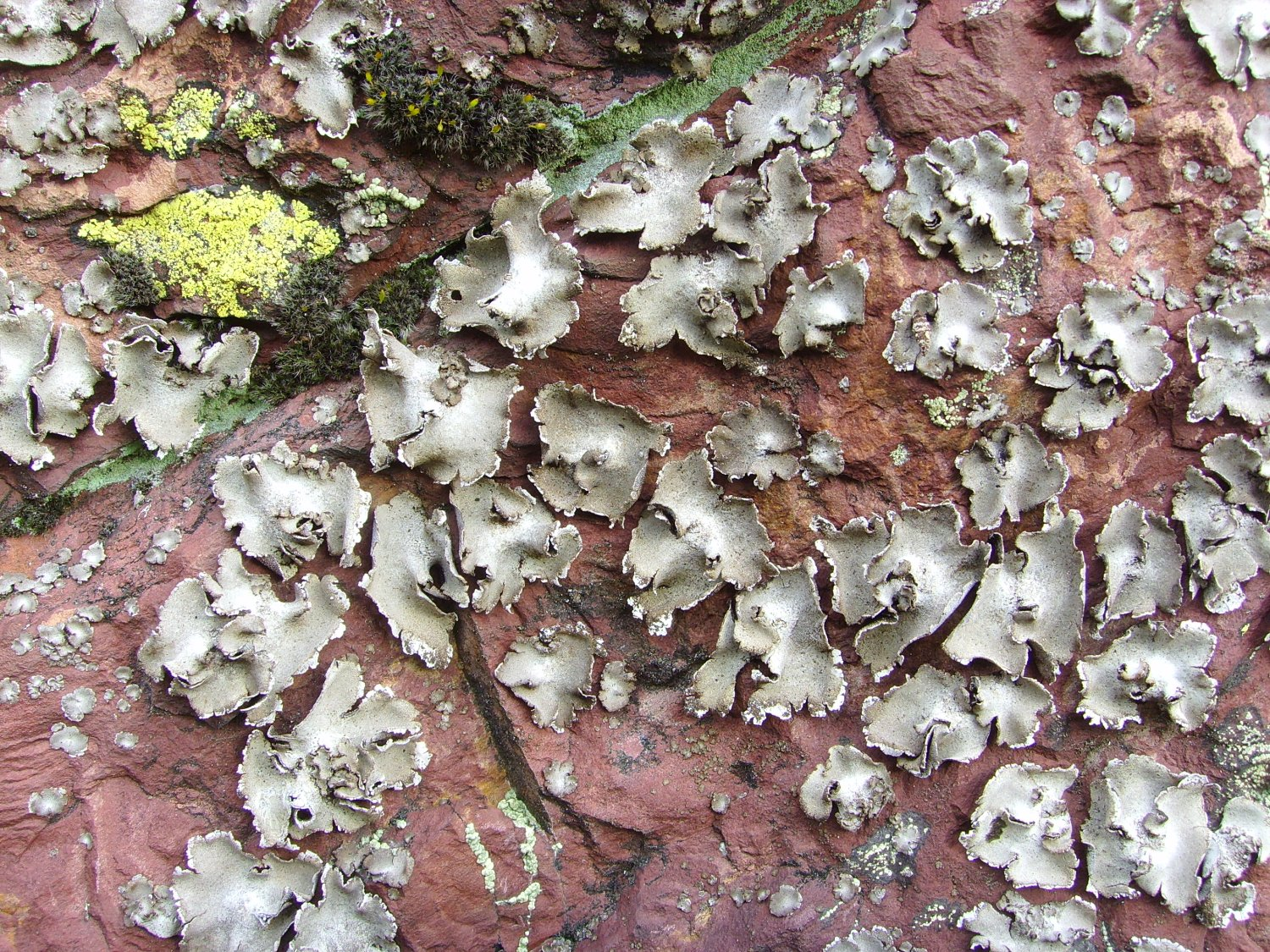
Umbilicaria grisea